# Sphaeronectes pughi
Sphaeronectes pughi is een hydroïdpoliepensoort uit de familie van de Sphaeronectidae. De wetenschappelijke naam van de soort is voor het eerst geldig gepubliceerd in 2012 door Grossmann, Lindsay, Fuentes.